# Synapta
Genre
Synapta est un genre de concombres de mer serpentiformes de la famille des Synaptidae. 

## Description

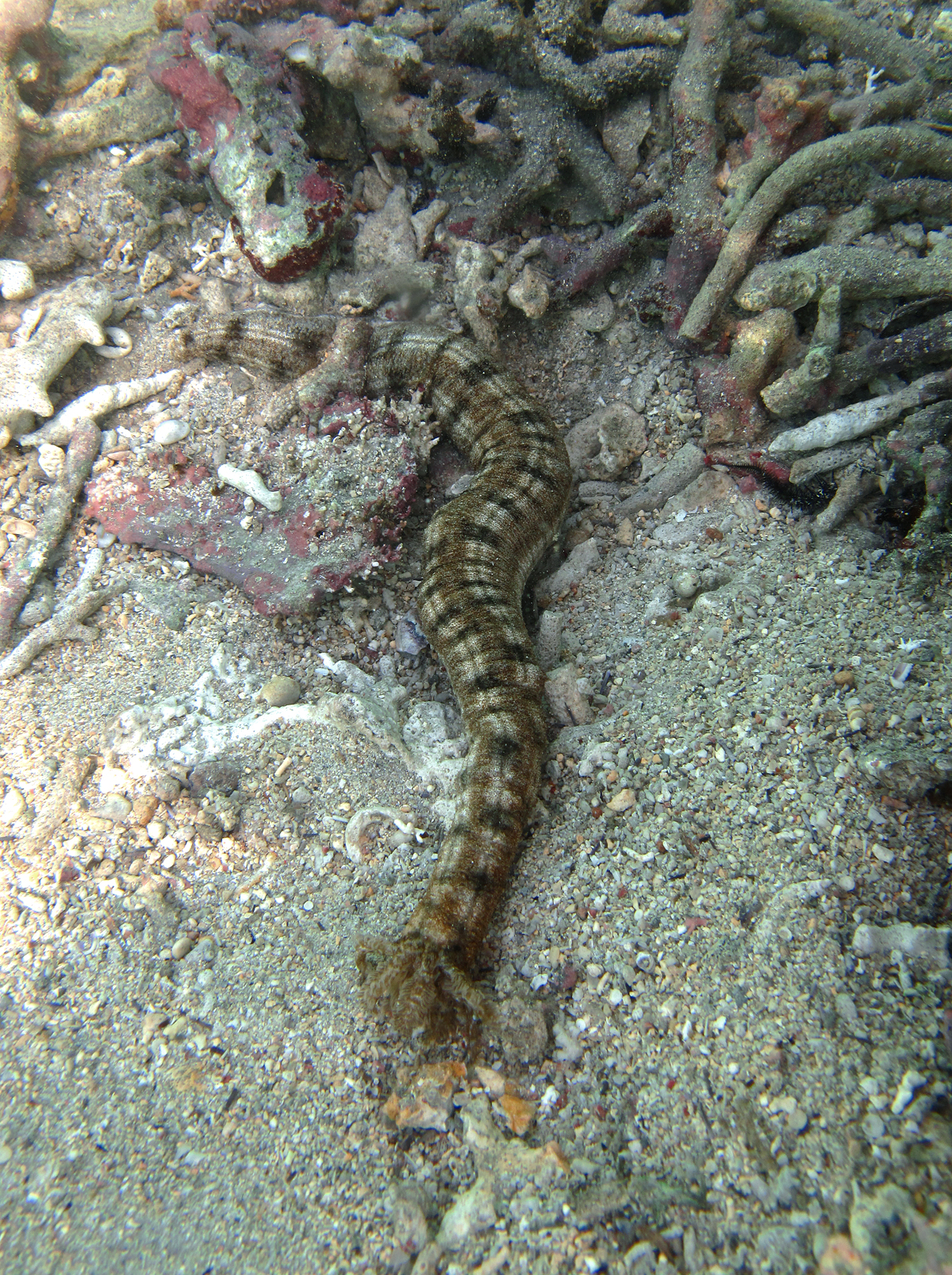
Cordon mauresque à La Réunion.

Ce sont de longues holothuries d'allure serpentiforme et de section ronde, pouvant mesurer jusqu'à 3 m de long chez Synapta maculata (ce qui est le record pour un concombre de mer, et même un échinoderme) pour un diamètre de 3 à 5 cm. Le tégument, très irrégulier, porte souvent des vésicules verruqueuses ainsi que des taches blanches qui sont en fait des amas de spicules ; l'aspect général de l'épiderme est irrégulier, bosselé et rugueux. Au toucher, les spicules en forme de grosses ancres (pouvant mesurer jusqu'à 1 cm) peuvent se planter dans la peau ou dans la plupart des tissus, et il peut ainsi se révéler très difficile de se déprendre de l'étreinte de ces concombres de mer. La bouche est entourée d'une quinzaine de tentacules clairs très apparents et de taille moyenne, mobiles et préhensiles, et pennés de petits organes préhensiles qui les font ressembler à des plumes. Dépourvues de podia, ces holothuries se déplacent en rampant lentement, et ne se rencontrent par conséquent que dans les lagons calmes ou en profondeur, là où le courant est faible. 

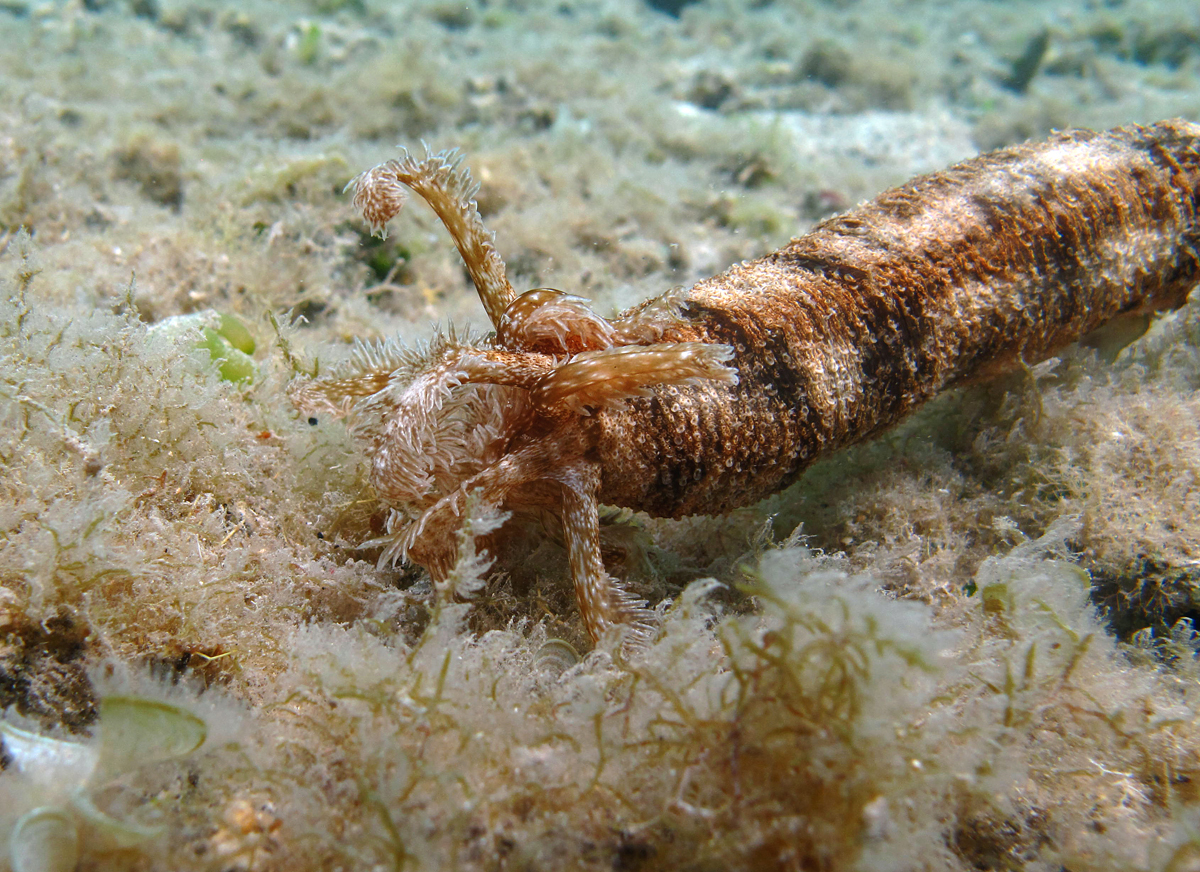
Détail de la bouche et des tentacules buccaux d'une Synapta maculata.

## Liste des espèces
La taxinomie de ce genre est encore sujette à débat, et ITIS la fond dans les Leptosynapta. 
Seules deux espèces sont identifiées avec certitude : Synapta hispida et Synapta maculata (la première étant cependant remise en doute par Cherbonnier, 1968, qui y voit une Leptosynapta). 
Liste des espèces selon World Register of Marine Species (28 juillet 2014) :
- Synapta maculata (Chamisso & Eysenhardt, 1821) -- « cordon mauresque » (Indo-Pacifique)
- Synapta hispida Heller, 1868 -- Mer noire (taxon discuté)
- Synapta bachei Ayres, 1852 (nomen nudum)
- Synapta coriacea Agassiz, 1852 (nomen nudum)
- Synapta fasciata Kuhl & van Hasselt in Kuhl, 1869 (nomen dubium)
- Synapta intestinalis Held, 1857 (nomen dubium)
- Synapta rappardi Held, 1857 (nomen dubium)
- Synapta raynaldi Held, 1857 (nomen dubium)
- Synapta tenera Norman, 1864 (nomen nudum)
- Synapta zebrina Held, 1857 (nomen dubium)

Toutes les espèces de Synaptidae ont initialement été rangées dans ce genre (qui est le genre-type de la famille), avant d'être déplacées dans d'autres genres, comme Protankyra, Eupatinapta, Leptosynapta, Labidoplax, Oestergrenia, Opheodesoma, Euapta, Rynkatorpa, Synaptula, ou même Chiridota et Fistularia. 

### Onomastique
Le nom scientifique Synapta signifie « reliée » (sunaptos en grec), ce qui a trait à la palmure qui relie les pinnules des tentacules. 
En raison de leur forme, ces holothuries sont souvent appelées « holothuries serpent » (comme de nombreuses autres Synaptidae).